# Quadrelle
Quadrelle är en ort och kommun i provinsen Avellino i regionen Kampanien i Italien. Kommunen hade 1 877 invånare (2017).